# Received Signal Strength Indication
RSSI (Received Signal Strength Indicator – indikátor síly přijímaného signálu) je hodnota udávající rozdíl RSCP a Ec/IO. Je udávána v dBm a může být vypočítána následovně:
RSSI [dBm] = RSCP [dBm] − Ec/Io [dB]
RSCP (Received Signal Code Power – výkon užitečného přijatého signálu) je souhrn radiofrekvenční energie po korekcích, zejména odfiltrovaní šumu. Obvykle se udává v dBm. Používá se pro hodnocení kvality příjmu signálu.
Ec/Io je poměr přijaté energie a energie přijatého šumu. Je obvykle udávané v dB.
Nejsou-li přítomny žádné interference, úroveň interferencí je rovna úrovni šumu. Úroveň šumu může být také vyšší než požadovaná úroveň signálu. Hodnota Ec/Io je pak záporná.